# 다양성 관할
다양성 관할(diversity jurisdiction)은 미국법에서 미국 연방 법원이 연방 문제 이외의 문제에 대해 관할권을 가지게 되는 사물 관할(subject-matter jurisdiction)의 일종이다. 일반적으로 소송 당사자 양측 간 같은 주 출신이 없을 경우에 적용된다.

## 요건
소송 당사자가 서로 다른 주의 출신이거나, 또는 소송 당사자에 외국인이 포함되어 있을 때 다양성 관할이 적용된다.  따라서 일부 예외적인 경우를 제외하고는, 소송 당사자 양측 간에 같은 주 출신이 있을 경우 다양성 관할은 성립하지 않으며 연방 법원은 관할권을 가지지 않는다.
또 다른 요건은 청구 금액이 $75,000를 초과해야 한다.
개인 관할, 영토 관할권, 주제의 관할권, 그리고 적절한 통지는 미국 연방 헌법이 피고에게 보장하는 기본권이다.

## 같이 보기
- 2005년 집단 소송 공평법
- 연방문제관할
- 보충적 관할권

## 참고 문헌
- Black's Law Dictionary 1486 (8th ed. 2004)